# Oblique Seville
Oblique Seville (16 marzo 2001) è un velocista giamaicano.

## Palmarès
| Anno | Manifestazione   | Sede        | Evento      | Risultato  | Prestazione | Note                                     |
| ---- | ---------------- | ----------- | ----------- | ---------- | ----------- | ---------------------------------------- |
| 2019 | CARIFTA Games    | George Town | 100 m piani | Oro        | 10"24       |                                          |
| 2019 | Panamericani U20 | San José    | 100 m piani | Argento    | 10"21       |                                          |
| 2021 | Giochi olimpici  | Tokyo       | 100 m piani | Semifinale | 10"09       |                                          |
| 2021 | Giochi olimpici  | Tokyo       | 4×100 m     | 4º         | 37"84       |                                          |
| 2022 | Mondiali         | Eugene      | 100 m piani | 4º         | 9"97        |                                          |
| 2022 | Mondiali         | Eugene      | 4×100 m     | 4º         | 38"06       | Miglior prestazione personale stagionale |
| 2023 | Mondiali         | Budapest    | 100 m piani | 4º         | 9"88        |                                          |
| 2023 | Mondiali         | Budapest    | 4x100 m     | Bronzo     | 37"76       |                                          |
| 2024 | Giochi olimpici  | Parigi      | 100 m piani | 8º         | 9"91        |                                          |

## Altre competizioni internazionali
2025
- Oro al London Athletics Meet ( Londra), 100 m piani - 9"86
- Oro all'Athletissima ( Losanna), 100 m piani - 9"87

## Campionati nazionali
2022
- Argento ai campionati giamaicani assoluti, 100 m piani - 9"88